# Cheilotrichia alicia
Cheilotrichia alicia är en tvåvingeart som först beskrevs av Alexander 1914.  Cheilotrichia alicia ingår i släktet Cheilotrichia och familjen småharkrankar. Inga underarter finns listade i Catalogue of Life.